# NGC 4825
NGC 4825 (również PGC 44261) – galaktyka eliptyczna (E-S0), znajdująca się w gwiazdozbiorze Panny. Odkrył ją 27 marca 1786 roku William Herschel.